# 蒋氏故居
蒋氏故居位于浙江省宁波市奉化区溪口镇，是中国近代史政治人物、军事将领、前中华民国总统蒋中正與蔣經國的出生地。故居建筑包括蒋氏故居丰镐房、蒋中正的出生地玉泰盐铺、蒋经国1937年自苏联归国后与妻子蒋方良的居住地小洋房、张学良将军曾经的软禁地文昌阁和中国旅行社旧址、蒋中正亲自创办的武岭中学、蒋中正母亲王采玉之墓和蒋中正下野时居住的妙高台等建筑组成。
1949年5月25日，中国人民解放军占领溪口。之前的5月6日，毛泽东指示驻溪口的解放军21军61师对蒋氏故居进行保护。文化大革命期间，部分建筑遭到人为毁坏。文化大革命结束后的1979年，经廖承志提议，中华人民共和国政府拨款修复蒋氏故居和家族墓。20世纪90年代以来，蒋方智怡、蒋孝严等蒋氏后人多次前往溪口拜谒祖陵。
1996年11月，蒋氏故居被列入第四批全国重点文物保护单位。

## 主要建筑

### 丰镐房

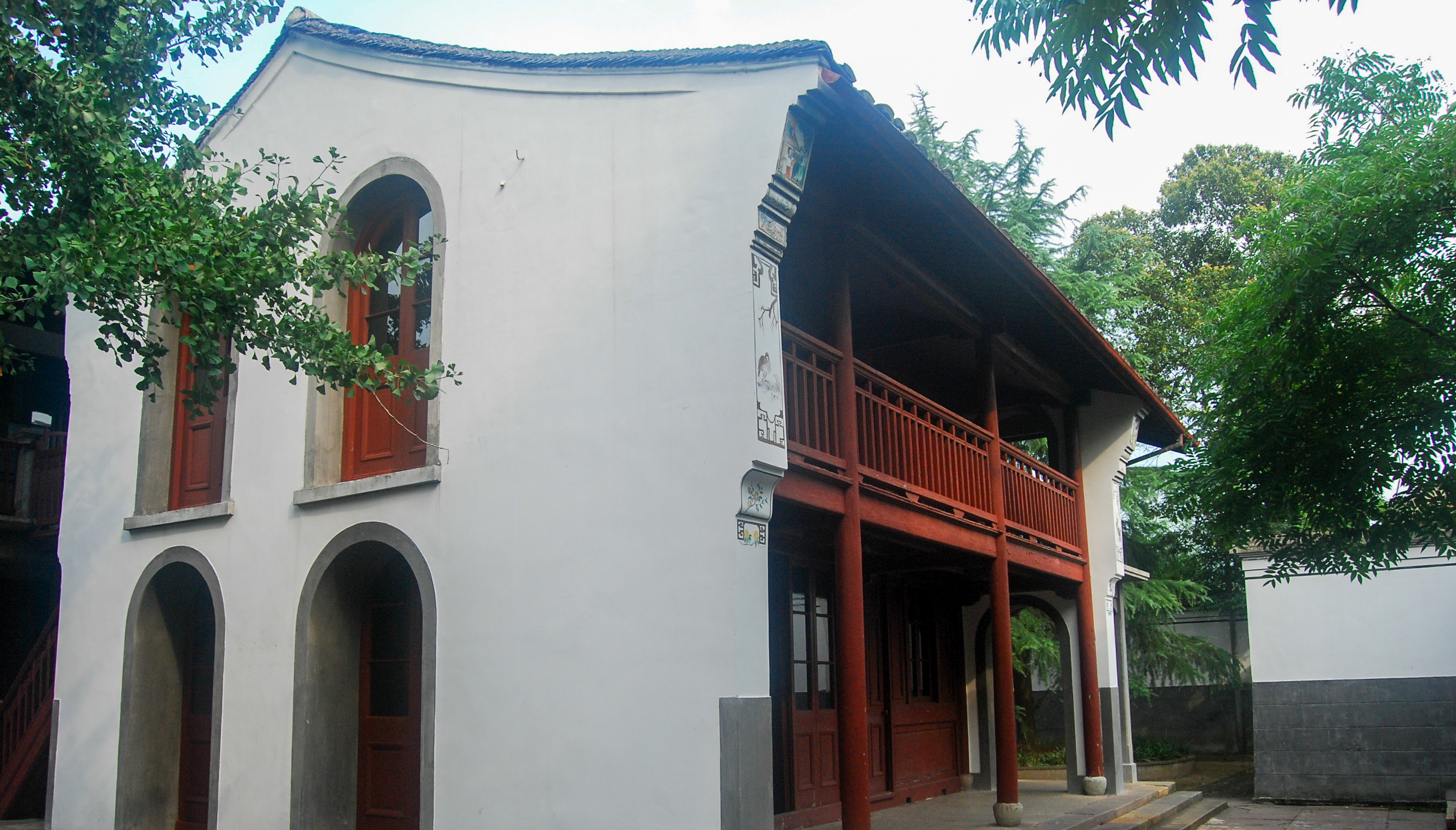
丰镐房

丰镐房占地4,800平方米，建筑面积共1,850平方米。其中大门、素居、报本堂、独立小楼系原有，为清代建筑，其余都是蔣中正1929年扩建的。丰镐房原有蒋氏祖传房屋六间。据1948年修《武岭蒋氏家谱》第三册记载：“清光绪十四年，公［指蒋介石］二岁，肃庵公由玉泰迁居报本堂之西厢房”。迁居的原因是蒋肃庵（蒋中正父）经商之处玉泰盐铺被火焚毁。蒋肃庵死后，蒋介石兄弟分家，蒋介卿得重建后的玉泰盐铺，蒋介石、蒋瑞青得丰镐房。蒋瑞青不久即亡，丰镐房归蒋介石独有。1928年，蒋介石扩建故居，迁走25户邻舍，发展成占地4,800平方米，建筑面积1,850平方米的现有规模。扩建时，蒋氏的一位邻居周顺房提出就近安置，后来曾为蒋宅让出一间房，但却未搬走。

### 玉泰盐铺
玉泰盐铺是蒋介石的出生地，位于溪口中街章墙弄口，蒋介石祖父斯千、父亲肇聪曾在此经营粮、盐、酒、杂。据蒋氏宗谱记载，清光绪十三年（1887年）九月十五日蒋介石出生于此屋楼上。蒋介卿在宁波江海关监督卸职后与子女也曾在此居住。1919年（民国八年）前后，因蒋介卿外出谋事，盐铺一度歇业。1921年（民国十年）再遭火毁。1948年蒋介石出资重建。1949年5月由政府接管。1984年，国务院拨款重修、对外开放。

### 小洋房

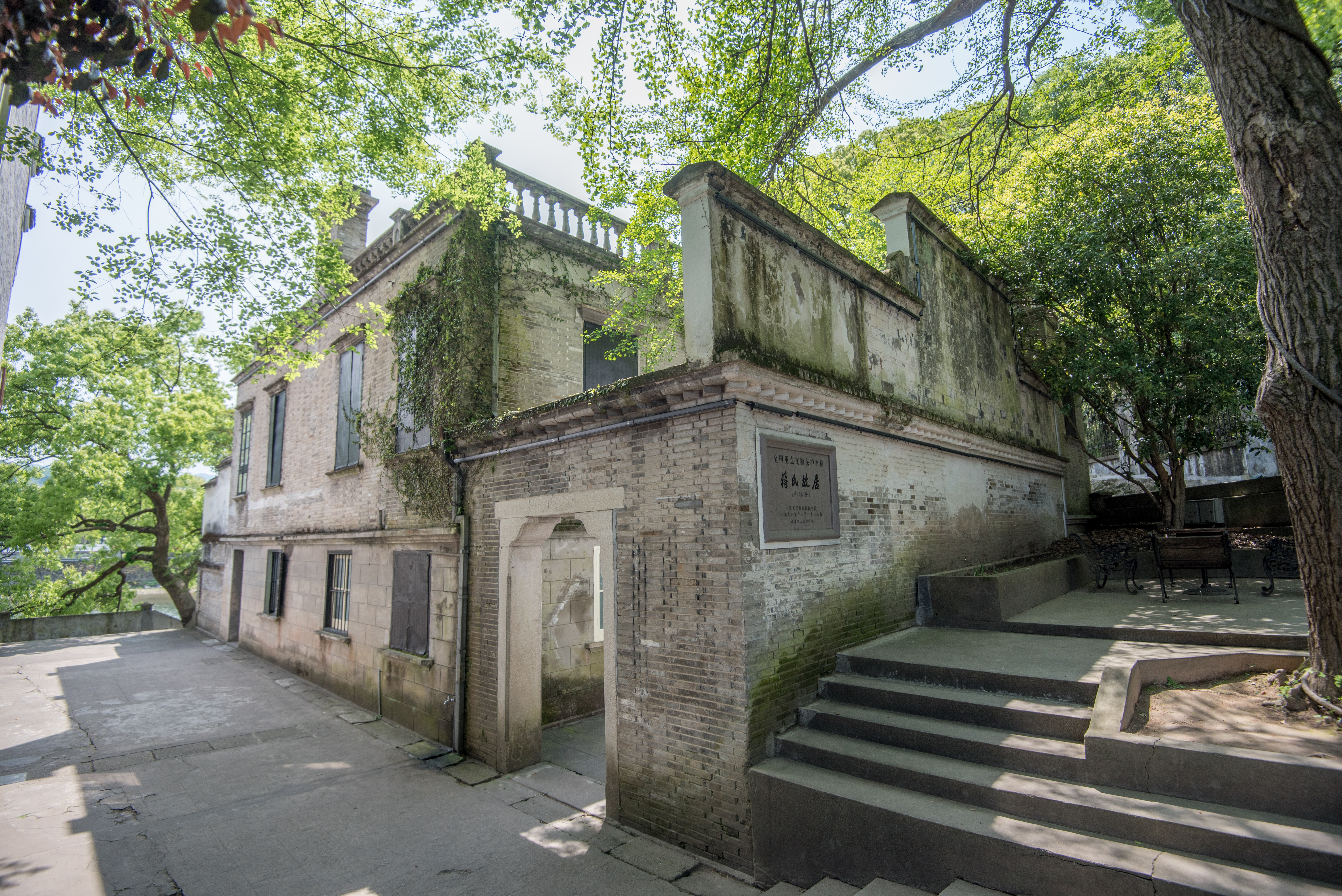
小洋房

建于1930年，系蒋经国别墅，座落在溪口潭墩山东麓，原名“涵斋”，又称“剡溪小筑”，为两层楼房，前后都有天井。前临剡溪，后倚武山。平顶，有通道与乐亭、文昌阁相通。小洋房由于当时所用材料石灰和水泥均称为“洋灰”，故此房叫“小洋房”，原是为澳洲籍顾问端纳先生所建。1937年蒋经国从苏联留学回来居住于此，直至1939年到赣州任国民党行署专员，蒋介石曾为其子请了两位老师，严教不懈，以解除其马列主义武装，同时为其妻蒋方良教国文。蒋经国住读时。楼上东面一间为卧室，西面一间为书房，中间为客厅，屋顶平台较宽敞，楼下由伴读徐道邻、高理文等住宿。屋内有一石碑携刻着蒋经国手书的“以血洗血”四字，表示他对日本侵略者的痛恨及替母复仇的决心。

### 文昌阁
文昌阁位于武山南端高处，别名“奎阁”。原建于清代雍正九年（1731年），1924年，蒋介石从广东回乡扫墓，见其楹栋倾斜，于是就请他的哥哥蒋介卿召集民工重建，至第二年造成两层楼房，建筑面积500平方米。完工之日，蒋介石名之为“乐亭”，作《乐亭记》以描述其胜。但溪口人仍称之为“文昌阁”，文昌阁改建后，成为蒋介石的私人别墅和藏书楼。 1927年蒋宋联姻后，蒋常携宋美龄来此小住。1939年12月12日，6架侵华日机轰炸溪口，把文昌阁夷为平地，以后直至蒋介石离开大陆，始终是一片废墟。1987年，政府拨款按原样重建。

### 武岭中学

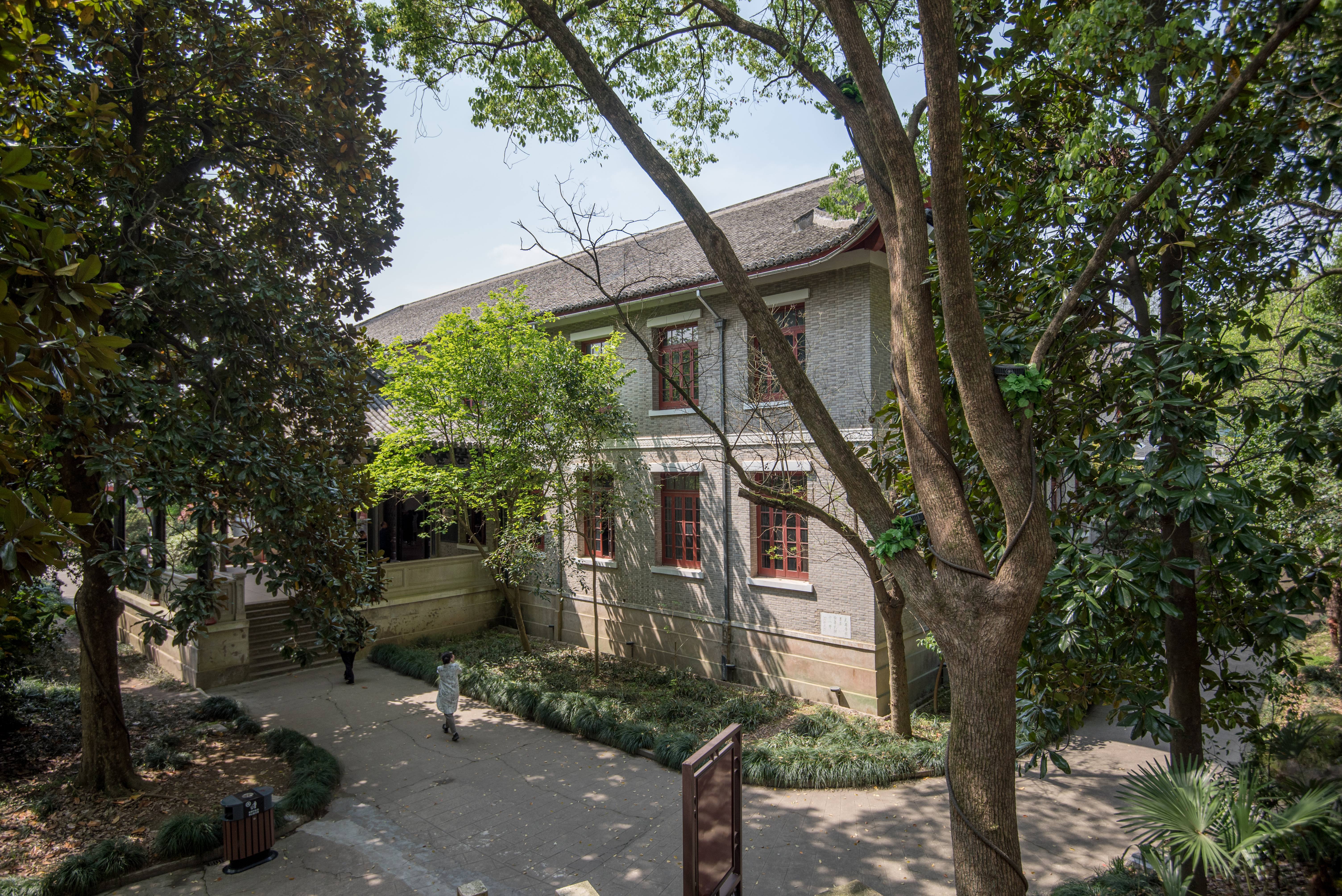
武岭中学大礼堂

1911年辛亥革命后，溪口镇也出现了兴教办学热，以各宗族为单元出资的方式，兴办了不同于以往私塾模式的新型学校，先有蒋姓办在武山庙的武山小学，继之又有周姓办在溪西庙的溪西小学和毛姓办在毛家祠堂的西河小学。武岭中学前身为蒋介石先生创办并命名的“武岭学校”，始建于1927年。武岭学校设置从幼儿园到高中毕业、从普通中学部到农职业部、从林场到农场到工厂，组织机构齐全，人称“小黄埔”。从1932年起，蒋介石先生亲任校长，另设校务长管理日常事务，后成立由宋美龄、蒋经国、蒋纬国、陈布雷、陈立夫、陈果夫等12人组成的校董会，宋为董事长。1948年1月，其所属的普通中学部定名为“武岭中学”。

### 蒋母墓道

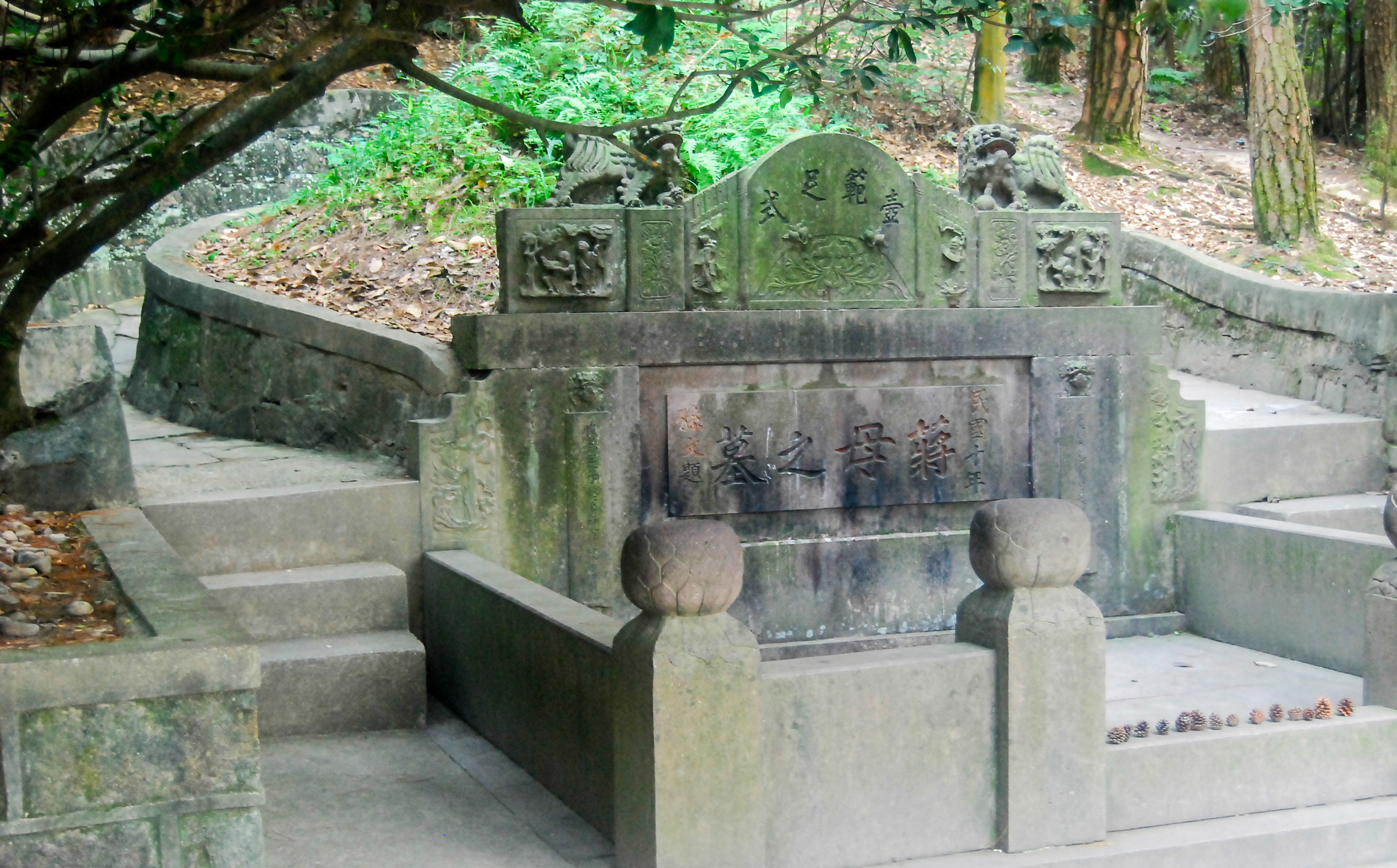
蒋母之墓

蒋母墓道在溪口镇西1公里翠屏山鳞岙。坐落在溪口镇西两华里白岩山鱼鳞岙，初建于1923年。入口处设三个门；中门宽3.7米；左、右两边门宽2.1米。墓道长668米，细卵石路面；道路按坡而上，途中有“下轿亭”、“墓庐”、“八角亭”等建筑；坟墓坐南面北，黄土封顶。墓庐额题“慈庵”，主房中堂挂蒋介石母王采玉遗像，内有石碑4方，正中一石碑，镌刻孙中山手书《祭蒋太夫人文》，碑阴刊蒋母事略，两壁分嵌蒋介石所写《哭母文》及中国国民党中央执行委员会的《慰劳蒋总司令文》。

### 中国旅行社旧址
张学良将军曾一度被软禁在雪窦山中的中国旅行社内。

### 妙高台

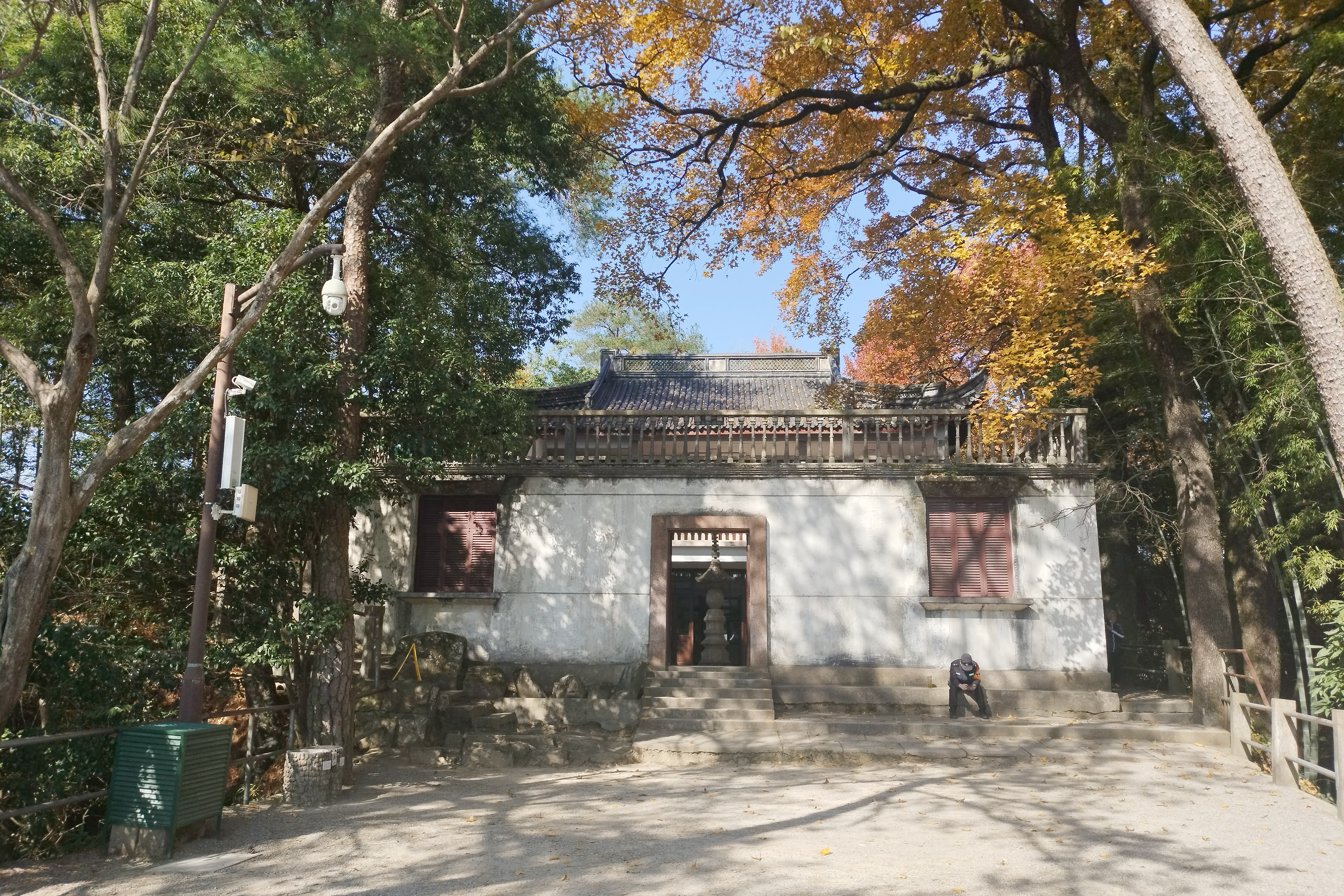
妙高台

妙高台离雪窦山胜景干丈岩约500米，有峰突起，截出万山之表，称“妙高台”，又名“妙高峰”，或曰“天柱峰”。据1948年重修的《武岭蒋氏宗谱》第六册记载，蒋介石8岁时“始上雪窦山见妙高峰爱之”，“民国十六年总统蒋公建别墅于其地”，自题门额“妙高台”。别墅为中式建筑，中间是三开间两层楼，前有天井，进门两边各有一问平房，上是阳台，有水泥走廊相连，后有三间平屋，有围墙连成一个整体。

### 摩诃殿

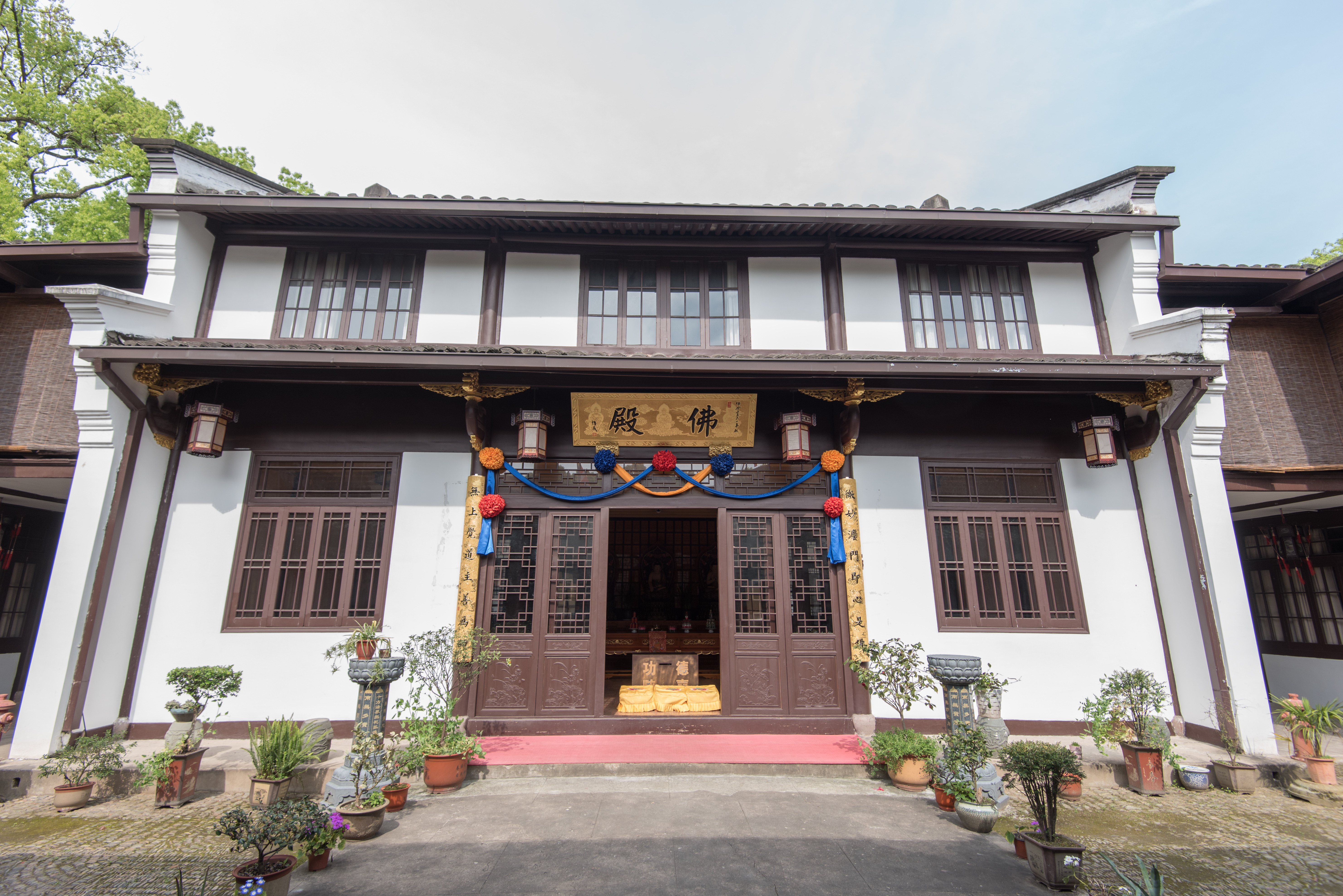
蔣中正家族佛堂摩诃殿

### 蒋氏宗祠(溪口)

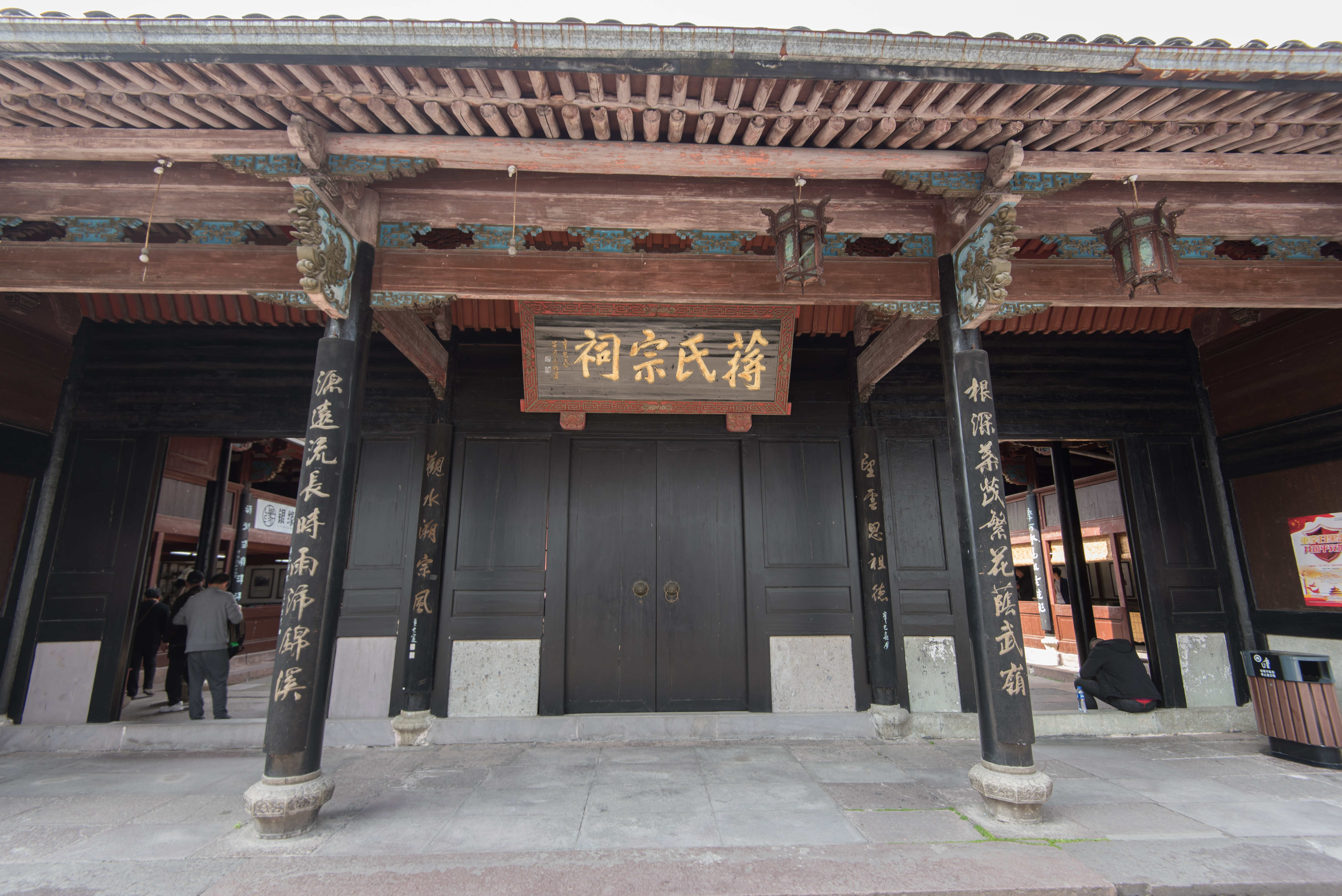
蒋氏宗祠舊山門

## 逸闻
周顺房饼店与丰镐房相邻，占据丰镐房的一角。最近数年在丰镐房的导游口中，周顺房饼店的存在被描述为“钉子户”。相关报道中，周顺房则敢于顶撞蒋介石和他的家人决不搬家，做为当时中国最高领导人的蒋介石亦对不愿搬家的邻居无可奈何，因此周顺房被称为“中国最牛钉子户”。据周顺房后人所述，曾为蒋宅的扩建让出一间房，绝非故意不搬，蒋介石和他的家人亦没有强求周顺房搬家。

## 保护
进攻奉化前，毛泽东指示，“不要破坏蒋介石的住宅、祠堂”。